# الادانگادی
الادانگادی (به انگلیسی: Aladangady) یک روستا در هند است که در کارناتاکا واقع شده‌است.